# Обанський трамвай
Обанський трамвай (фр. Tramway d'Aubagne) — трамвайна мережа французького міста Обань.

## Історія
На початку ХХ століття Обань було з'єднане з сусіднім Марселем приміською трамвайною лінією (1905). Стагнація системи почалася в повоєнні роки, починаючи з 1950 року трамваї курсували лише у години пік, решту часу маршрут обслуговувався автобусами. Остаточно лінія була закрита у червні 1958 року.

## Сучасна мережа
Розмови про повернення трамваю на вулиці міста почалися у середині 2000-х років, проектування мережі з двох ліній довжиною приблизно 10 км було проведене у 2011 році. Мережу планувалося спорудити в три черги, будівництво початкової ділянки розпочалося у 2013 році. Лінія довжиною 2,7 км з 7 зупинками відкрилася 1 вересня 2014 року, після чого планувалося почати будівництво другої черги, але плани змінилися і будівництво розширення так і не розпочалося.  
Лінію обслуговують 8 зчленованих, трисекційних низькопідлогових трамваїв alstom citadis compact, що є зменшеним варіантом моделі Citadis 302. Трамваї курсують що 10 хвилин з понеділка по суботу з 5:35 до 21:05, у неділю та свята трамваї не працюють, за маршрутом курсують автобуси. Трамваї як і автобуси міста працюють безкоштовно (Versement transport), це можливо завдяки місцевому податку що стягується з заробітної платні містян.

## Галерея

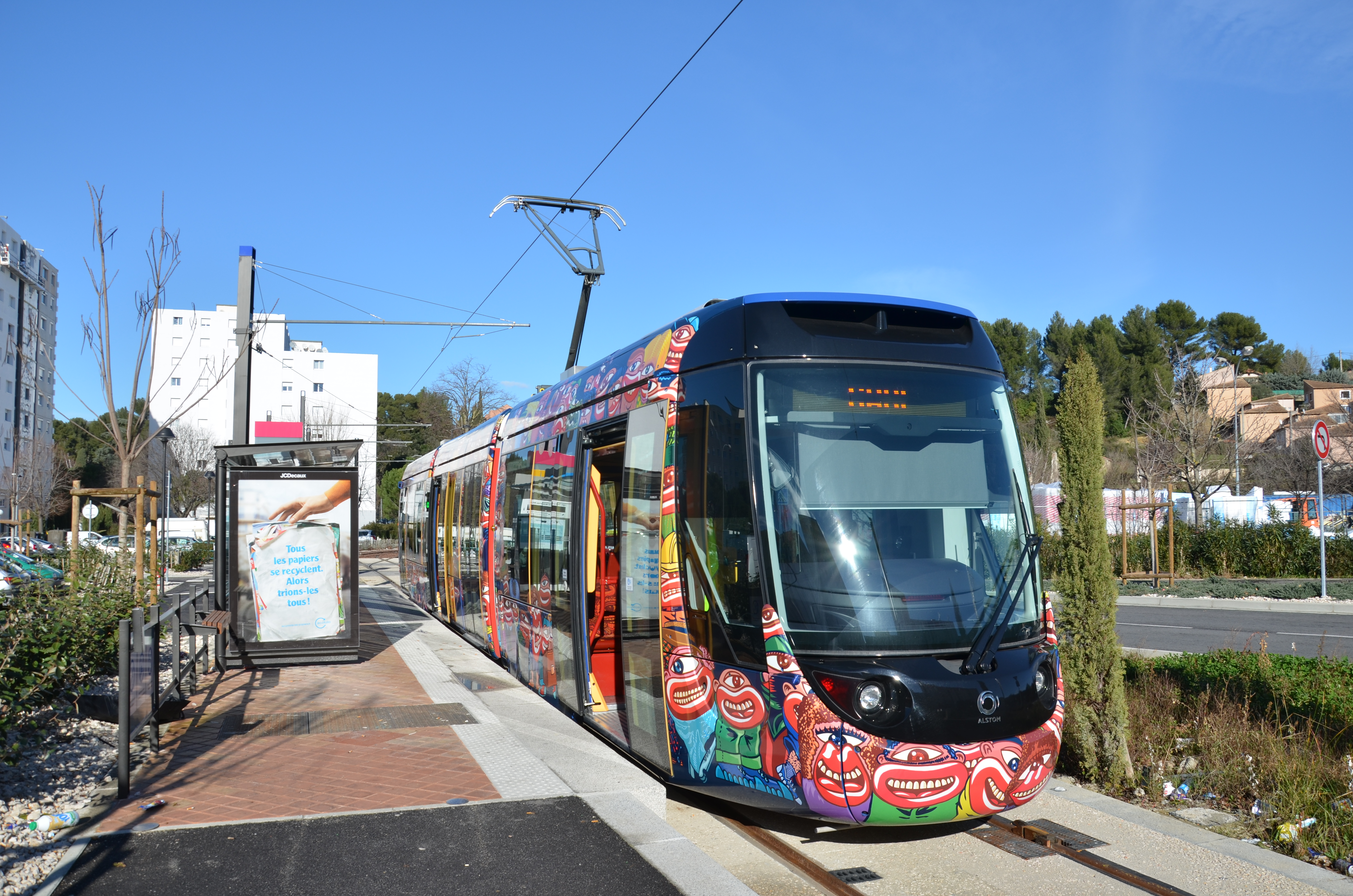
Трамвай на одній із зупинок
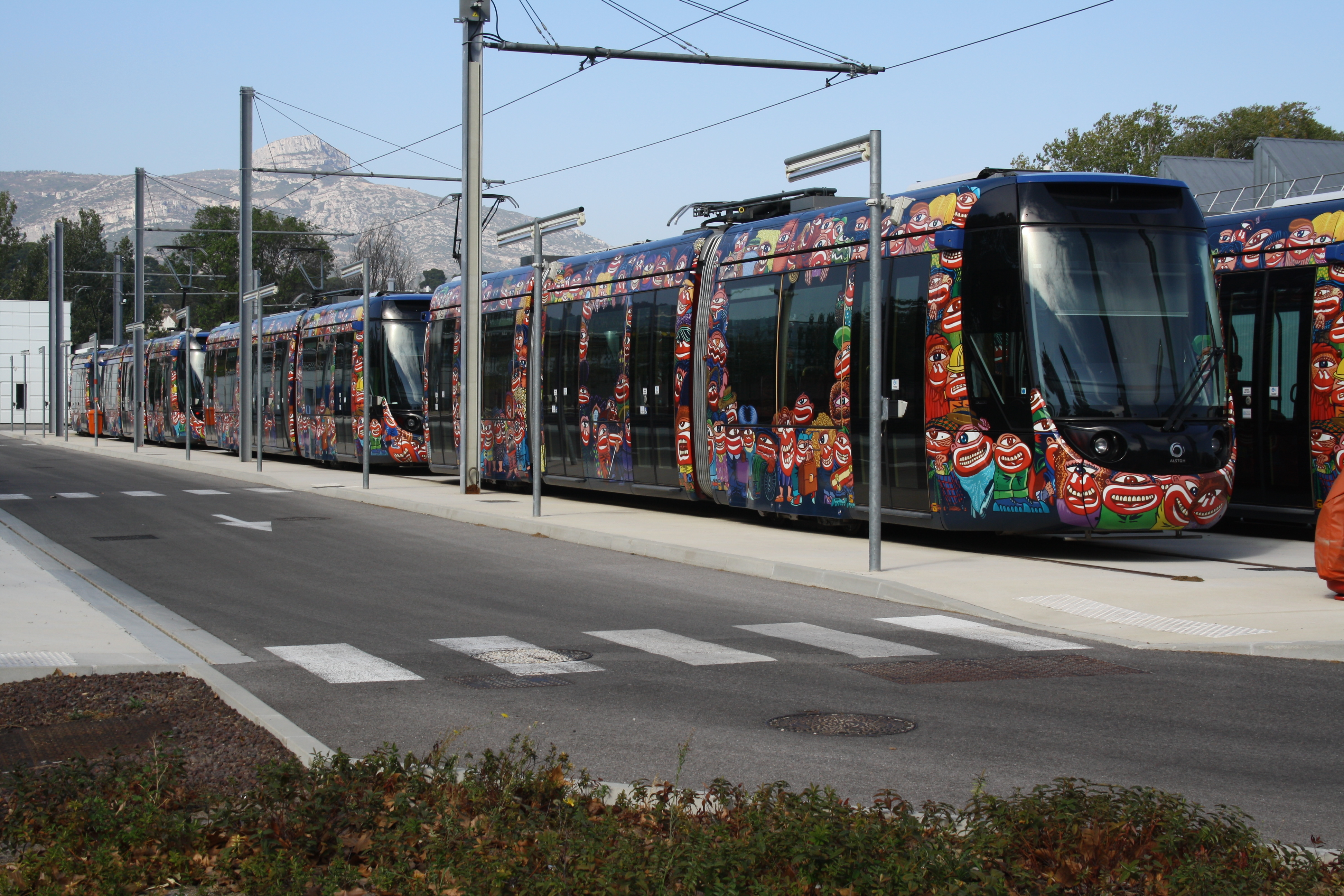
Трамваї в депо